# The Life Aquatic Studio Sessions
The Life Aquatic Studio Sessions es la banda de sonido de la película Life Aquatic protagonizada por Bill Murray y dirigida por Wes Anderson. 
Interpretada por el brasileño Seu Jorge, la banda de sonido contiene 13 covers de canciones clásicas de David Bowie reinterpretadas en portugués. La combinación de la voz, la guitarra y el espíritu de la música brasileña de Seu Jorge le da a los clásicos del Duque Blanco un timbre nuevo a la vez que mantiene el sonido propio de cada una de las canciones. Sólo el último track del disco fue compuesto por Seu Jorge, especialmente para la película que narra las aventuras de Steve Zissou. 

## Listado de canciones
1. Rebel Rebel 	(Bowie)
2. Life on Mars? 	(Bowie)
3. Starman (Bowie)
4. Ziggy Stardust 	(Bowie)
5. Lady Stardust 	(Bowie)
6. Changes 	(Bowie)
7. Oh! You Pretty Things 	(Bowie)
8. Rock N' Roll Suicide 	(Bowie)
9. Suffragette City 	(Bowie)
10. Five Years 	(Bowie)
11. Queen Bitch 	(Bowie)
12. When I Live My Dream 	(Bowie)
13. Quicksand 	(Bowie)
14. Team Zissou 	(Seu Jorge)

- Datos: Q3283932